# یواهیم هالوپچوک
یواهیم هالوپچوک (لهستانی: Joachim Halupczok; ۳ ژوئن ۱۹۶۸ – ۵ فوریهٔ ۱۹۹۴) دوچرخه‌سوار اهل لهستان بود.
وی در مسابقات کشوری و بین‌المللی در مجموع برندهٔ ۱ مدال نقره شده‌است.